# Scorchers (película)
Scorchers, conocida en español como Cuerpos ardientes es un drama conjunto de 1991 escrito y dirigido por David Beaird con un elenco de Faye Dunaway, James Earl Jones, Denholm Elliott, Leland Crooke y Emily Lloyd, entre otros. La película se basa en la obra teatral del mismo nombre de David Beaird, que se estrenó en el Equity Waiver Theatre Theatre de Los Ángeles, y también presenta a Leland Crooke en el reparto.

## Trama
Scorchers tiene lugar en Cajun, Louisiana, en la noche de bodas de una joven llamada Splendid (interpretada por Emily Lloyd). Splendid tiene miedo de lo que sucederá en el dormitorio con su nuevo esposo, Dolan (James Wilder) y su padre, Jumper (Leland Crooke), y se ve obligado a convencer a su hija para que se someta al novio.
Mientras tanto, Talbot (Jennifer Tilly) llega a un acuerdo con el hecho de que su esposo no estaba satisfecho en su casa y la había estado engañando, ya que la prostituta de la ciudad, Thais (Faye Dunaway) comparte su sabiduría sobre los caminos de los hombres. Todo esto se lleva a cabo mientras el cantinero de la ciudad, Bear (James Earl Jones), y el borracho de la ciudad, Howler (Denholm Elliott), debaten los puntos más importantes de la música y la vida.